# Stéphane Ruffier
Stéphane Ruffier (Bayonne, 1986. szeptember 27. –) francia válogatott labdarúgó. Posztját tekintve kapus.

## Sikerei, díjai
Saint-Étienne
- Francia ligakupagyőztes (1): 2012–13